# Belit

Cuneïforme beltu / belit

Belit o Bêlit és una forma del terme accadi beltu o beltum (que significa «dama», «senyora») i és emprat en els noms femenins compostos; també apareix com a títol de la deessa com bêlit-ili "dama dels déus", un dels títols de la deessa accàdia Ninhursag. La paraula bêlit apareix en la seva forma grega com Beltis (Βελτις), considerada l'esposa del déu Bel.
A part d'esposa de Bel, Belit era considerada la deessa del destí, era adorada especialment a Nippur i Shuruppak i era la mare de Sin, el déu lluna. En els documents assiris Belit és a vegades identificada con Ishtar de Nínive i en altres llocs apareix com esposa dels déus d'Ashur, el déu nacional d'Assíria o Enlil, el déu del clima.